# Nyugati Mebon
A nyugati Mebon hindu templomrom Angkorban, Kambodzsában. A 11. században II. Udajaditjavarman (1050-1066) uralkodása alatt épült sziget-templomot a térség legnagyobb víztározója, a nyugati Baraj közepén kialakított mesterséges szigeten emelték.
A szentély legérdekesebb lelete az 1936-ban Maurice Glaize által talált bronz Visnu szobor. A szobor, Délkelet-Ázsia legnagyobb korabeli bronzfigurája, arccal lefelé, a templom padlójába temetve hevert. Ma a phnompeni Nemzeti Múzeumban látható.